# Musée du Charroi rural et de l'Artisanat local traditionnel
Le musée du Charroi rural et de l'Artisanat local traditionnel, souvent abrégé en musée du Charroi rural, est un musée français situé à Salmiech, dans le département de l'Aveyron, en région Occitanie.
Créé en 1978, il est labellisé Musée de France.

## Localisation
Le musée du Charroi rural et de l'Artisanat local traditionnel a été installé dans l'église Saint-Firmin, dans le bourg de Salmiech, dans le centre du département de l'Aveyron.

## Le bâtiment
L'église Saint-Firmin est un édifice de style néogothique bâti sur une butte dans la partie basse du bourg de Salmiech, à côté et à partir des vestiges du château féodal, contre la volonté de l'évêque de Rodez. De ce fait, elle n'a jamais été consacrée.

## Le musée
Ce musée rassemble une collection de véhicules à traction humaine ou animale, notamment calèche, char à bancs, corbillard, phaéton, tombereau, traîneau ou wagonnette.

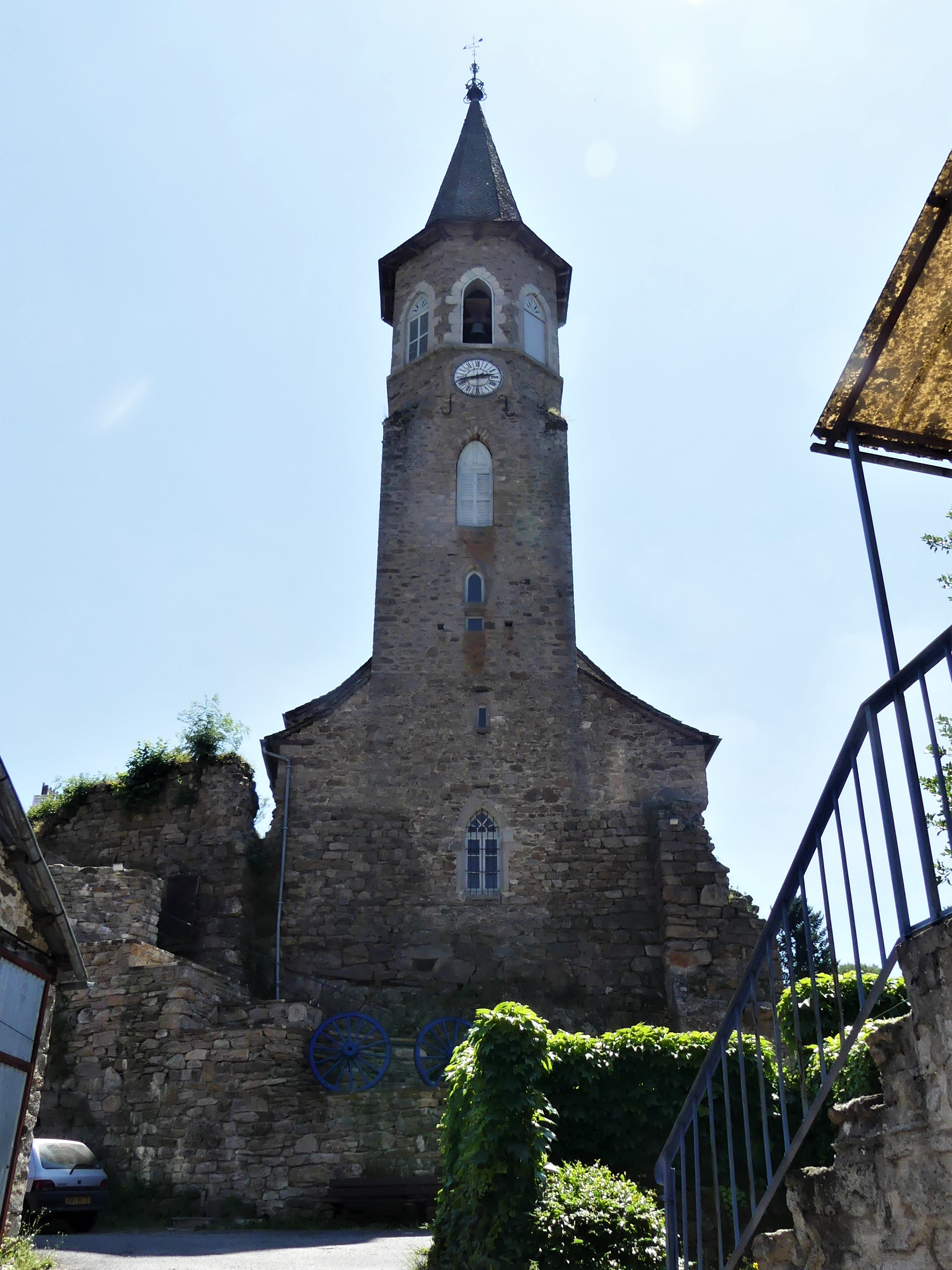
L'église Saint-Firmin.
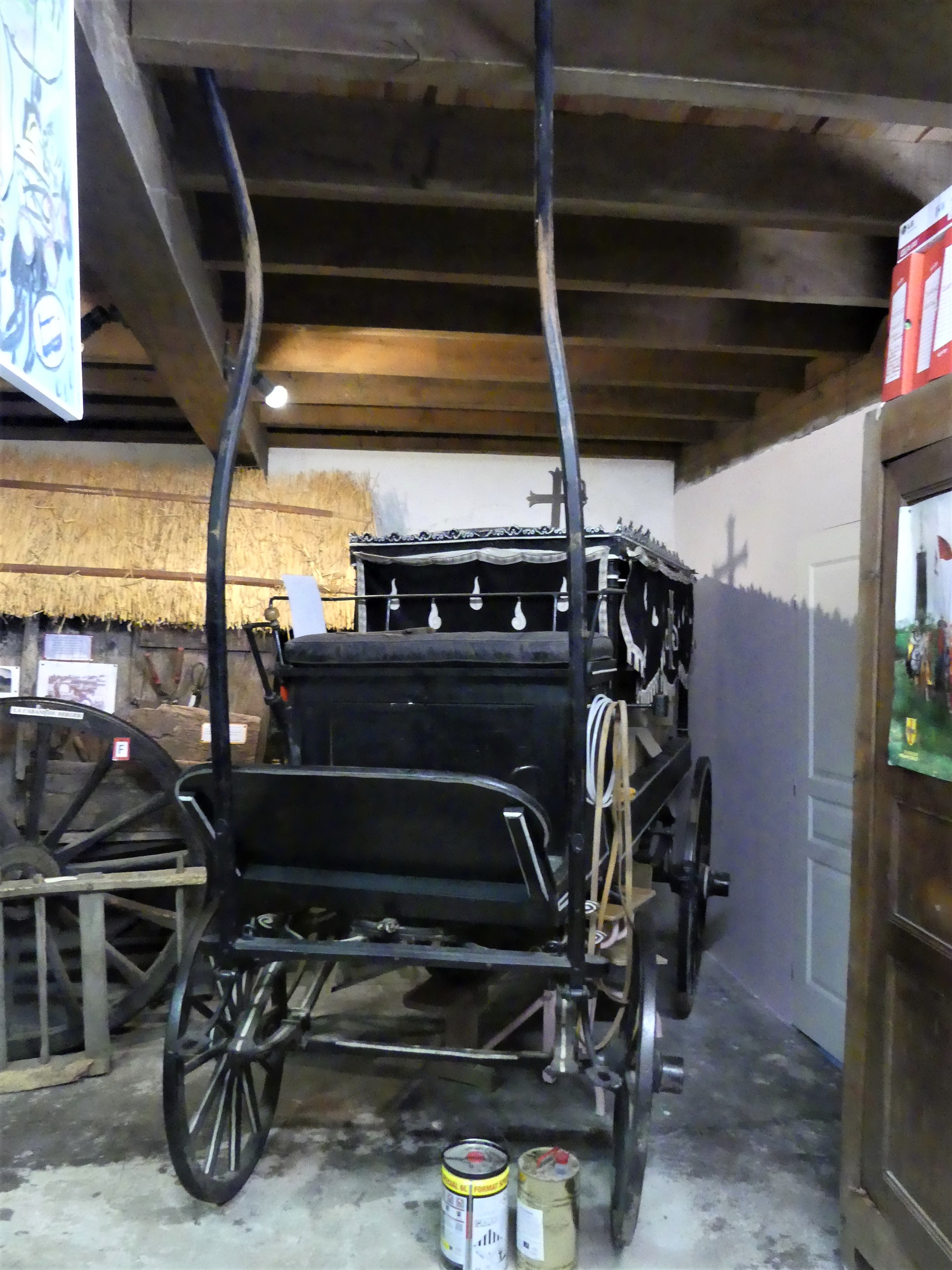
Corbillard.
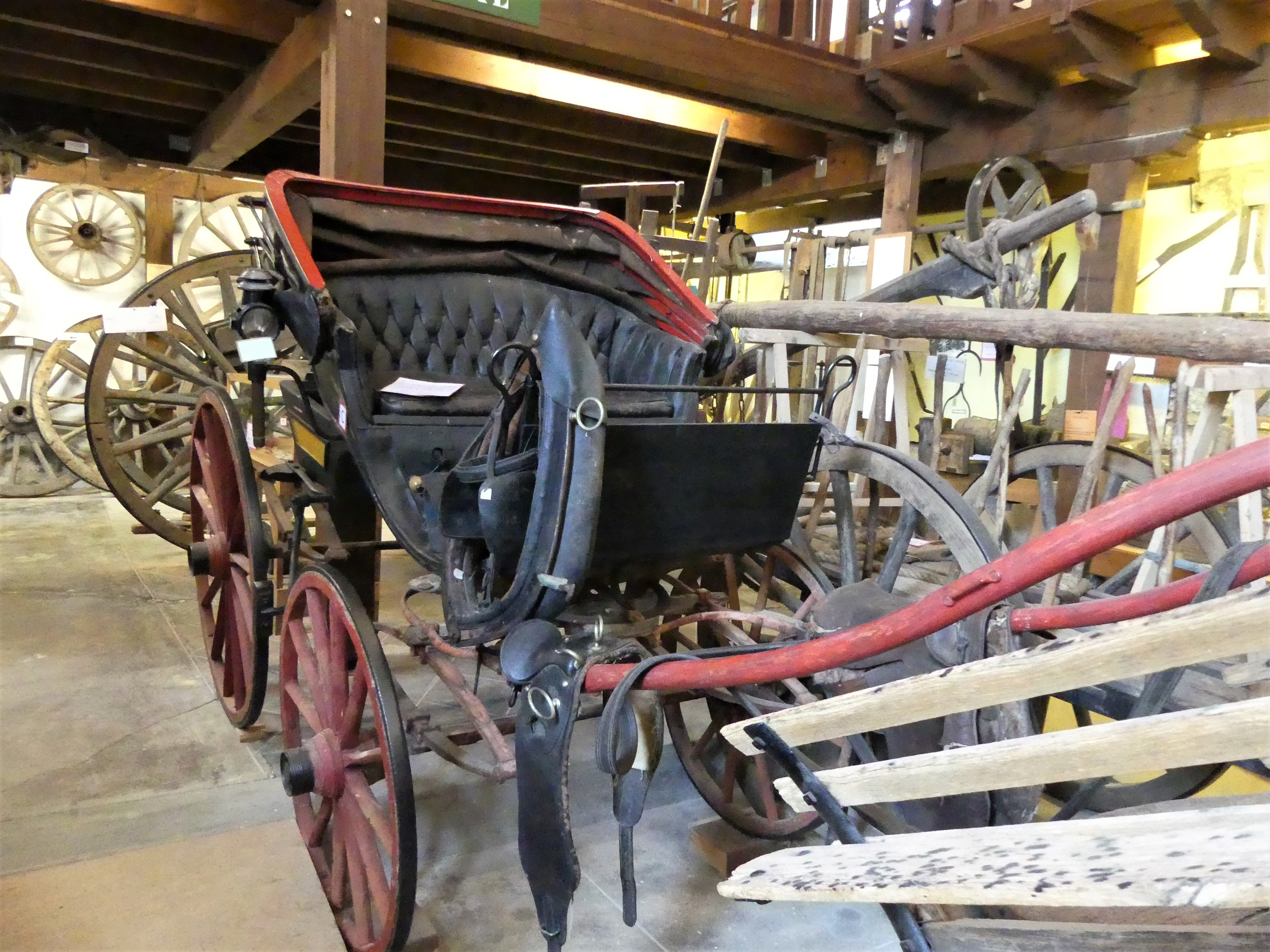
Phaéton tabatière.
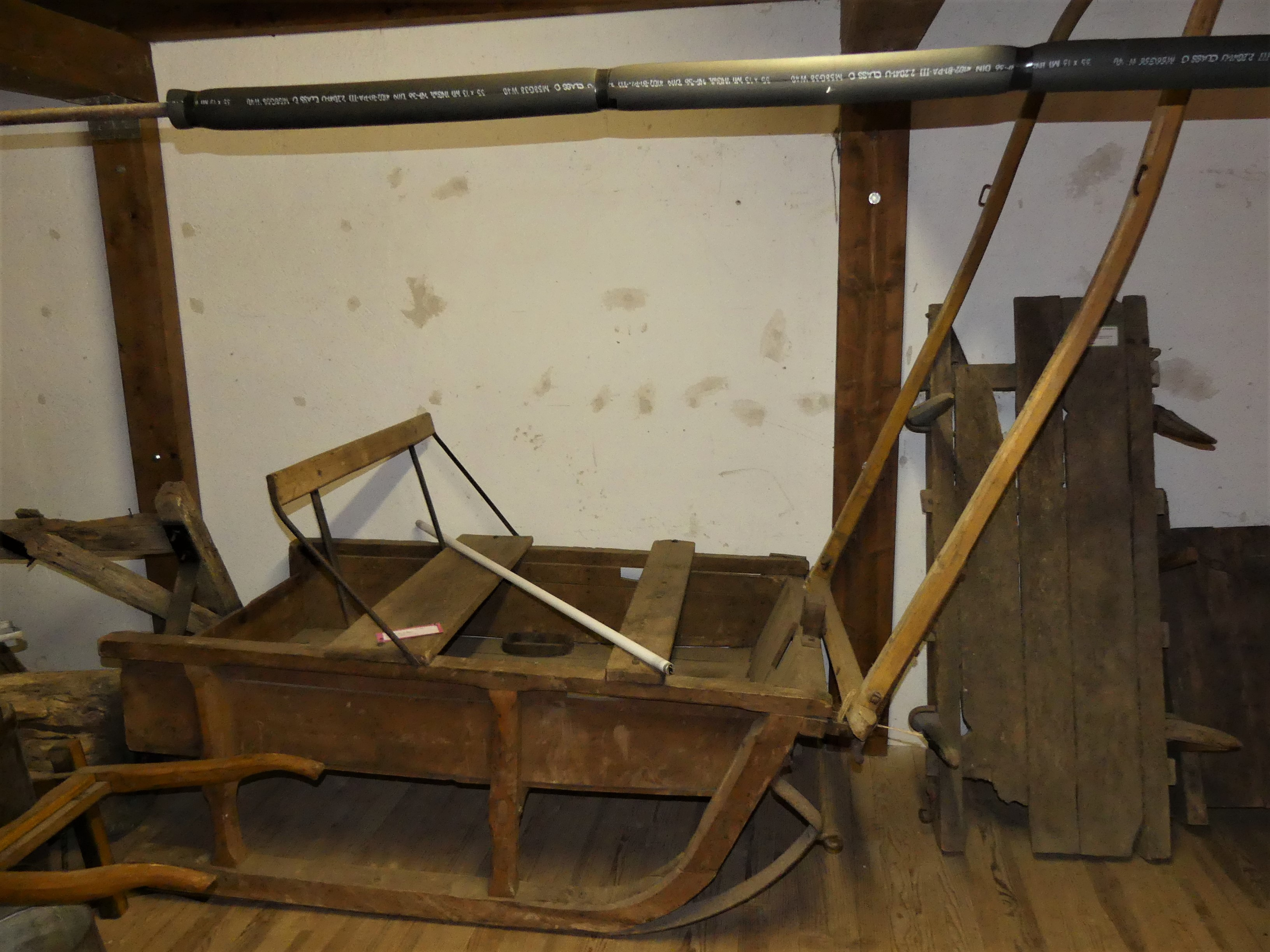
Traîneau à neige de l'Aubrac.
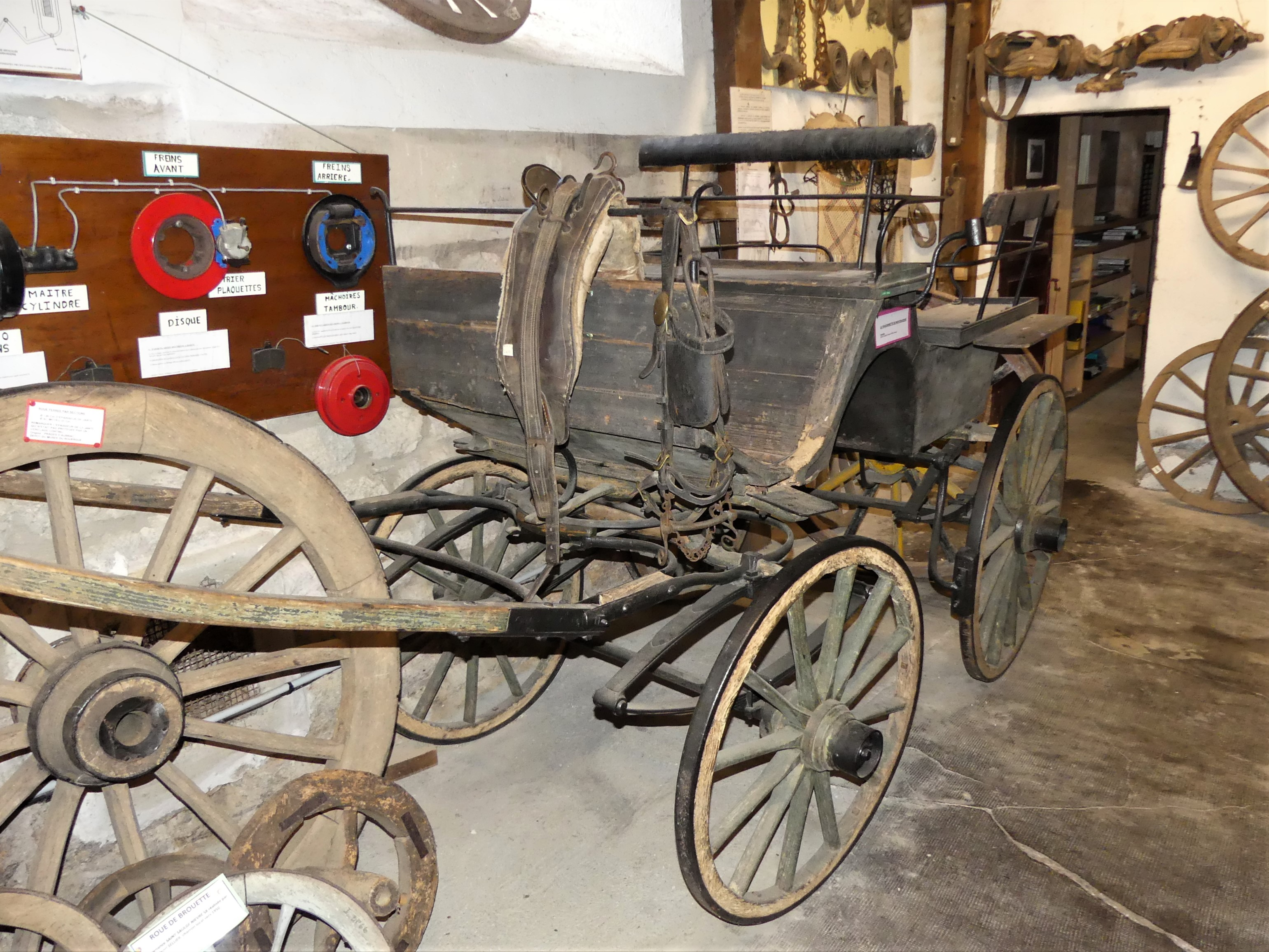
Wagonnette.

Une place importante est prise par les différentes sortes de roues, leur histoire et leur fabrication.
L'artisanat local est représenté par les nombreux outils de différents métiers : cordonnier, couvreur, maréchal-ferrant, rémouleur, sabotier, etc..
La vie quotidienne des fermiers et fermières d'antan est illustrée par différents outils ou ustensiles : charrues, fers à repaser, machine à laver le linge, pétrin, etc..

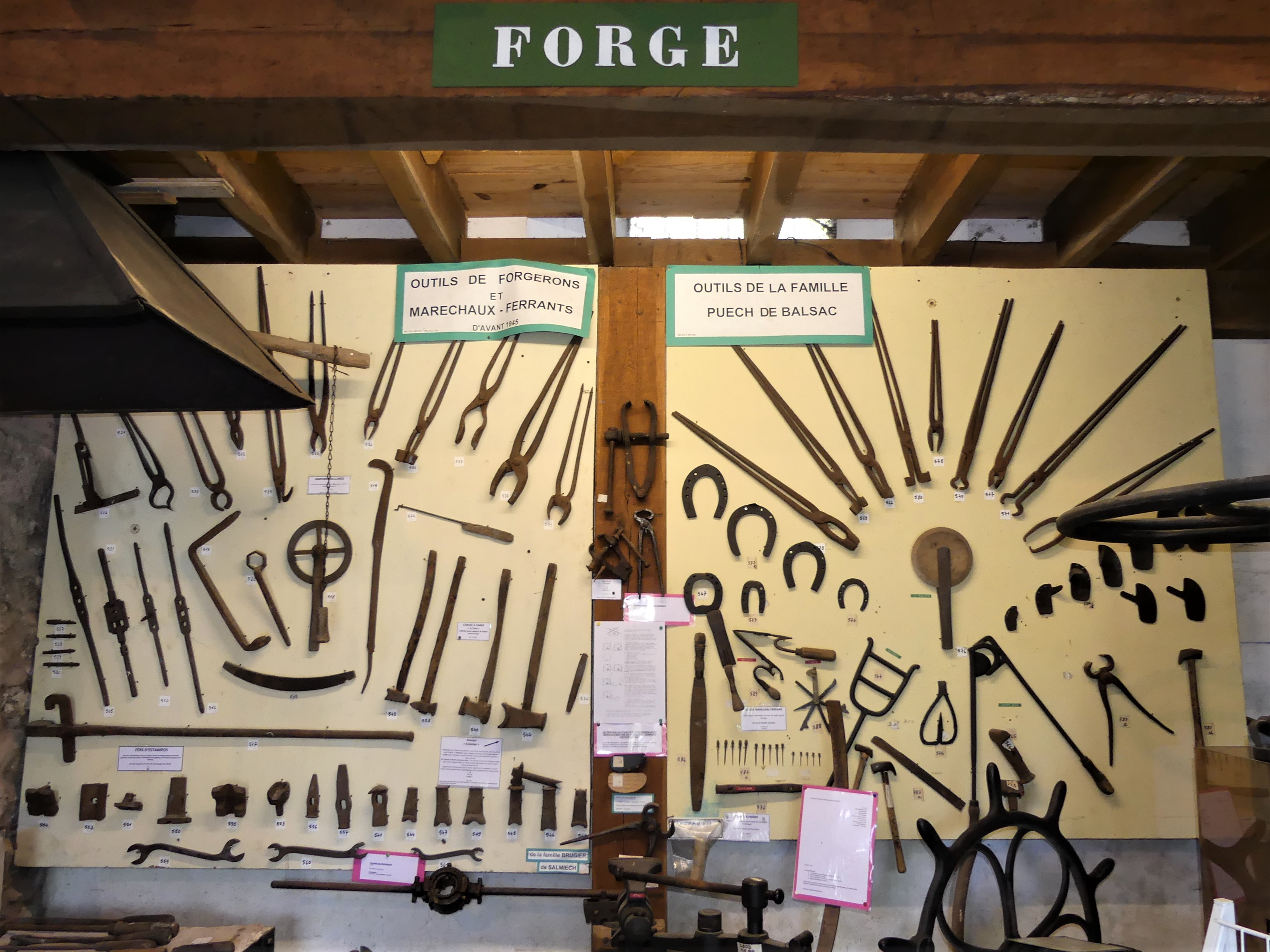
Outillage de maréchal-ferrant.
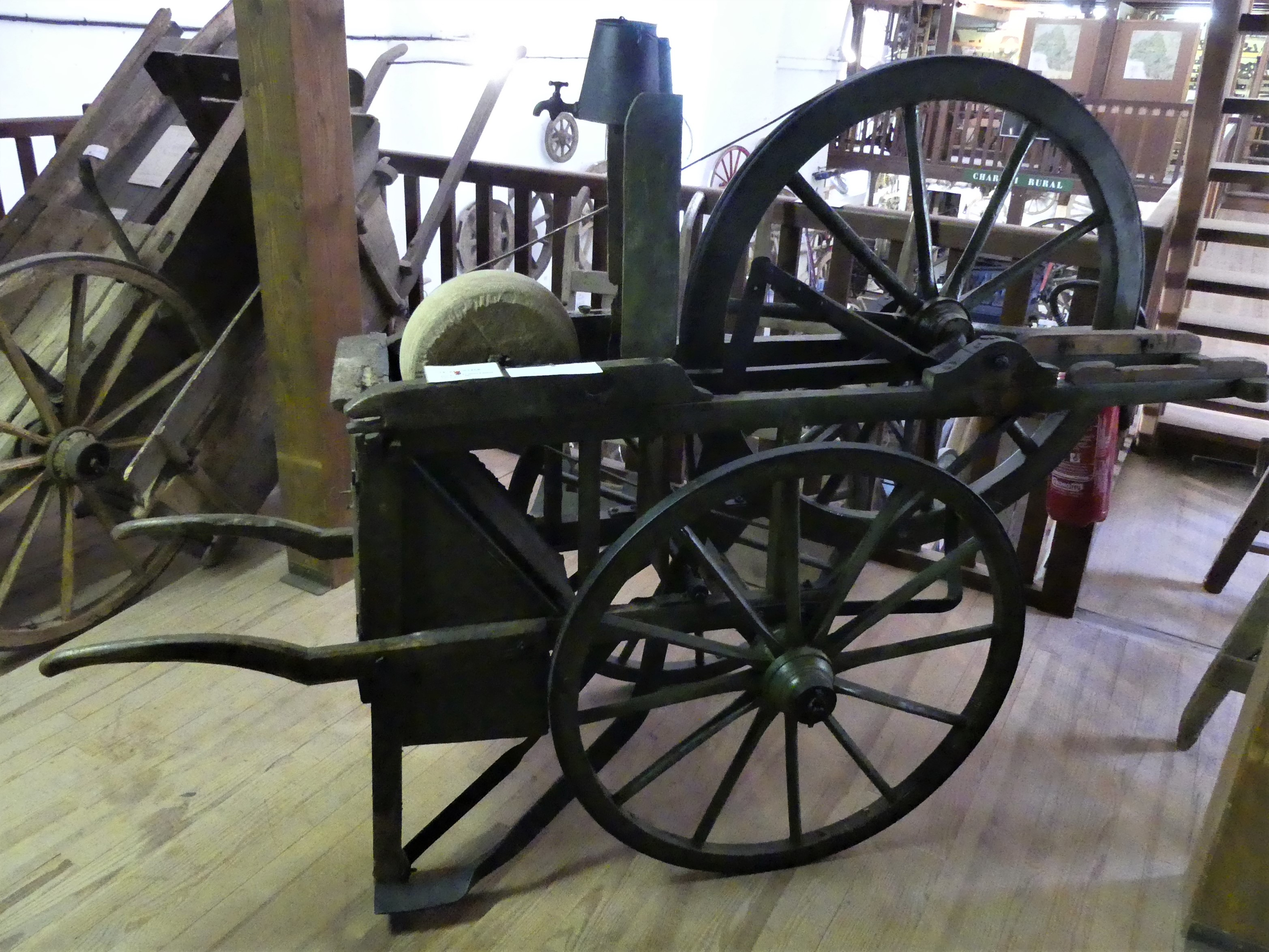
Banc de rémouleur.
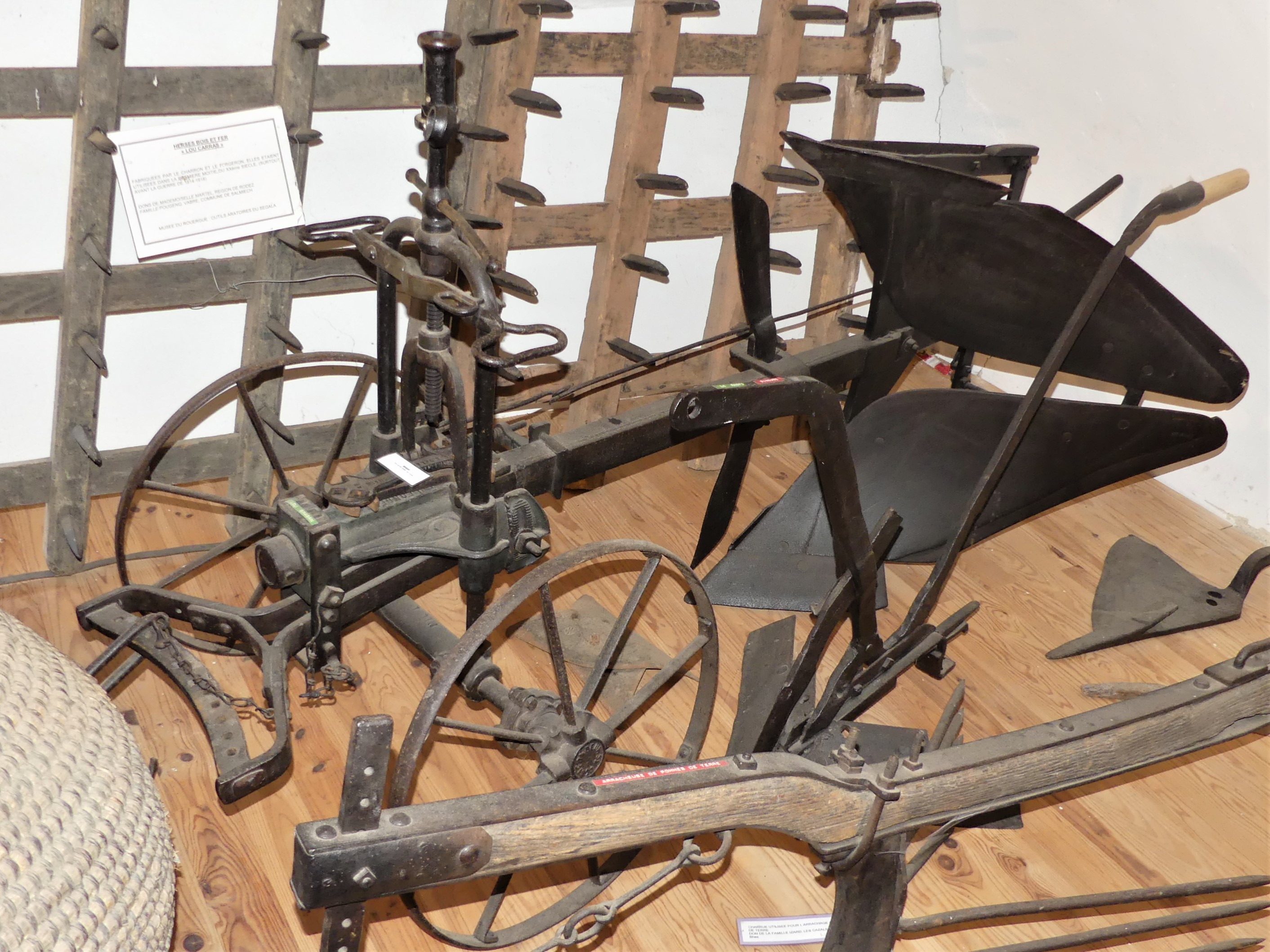
Charrue Brabant.
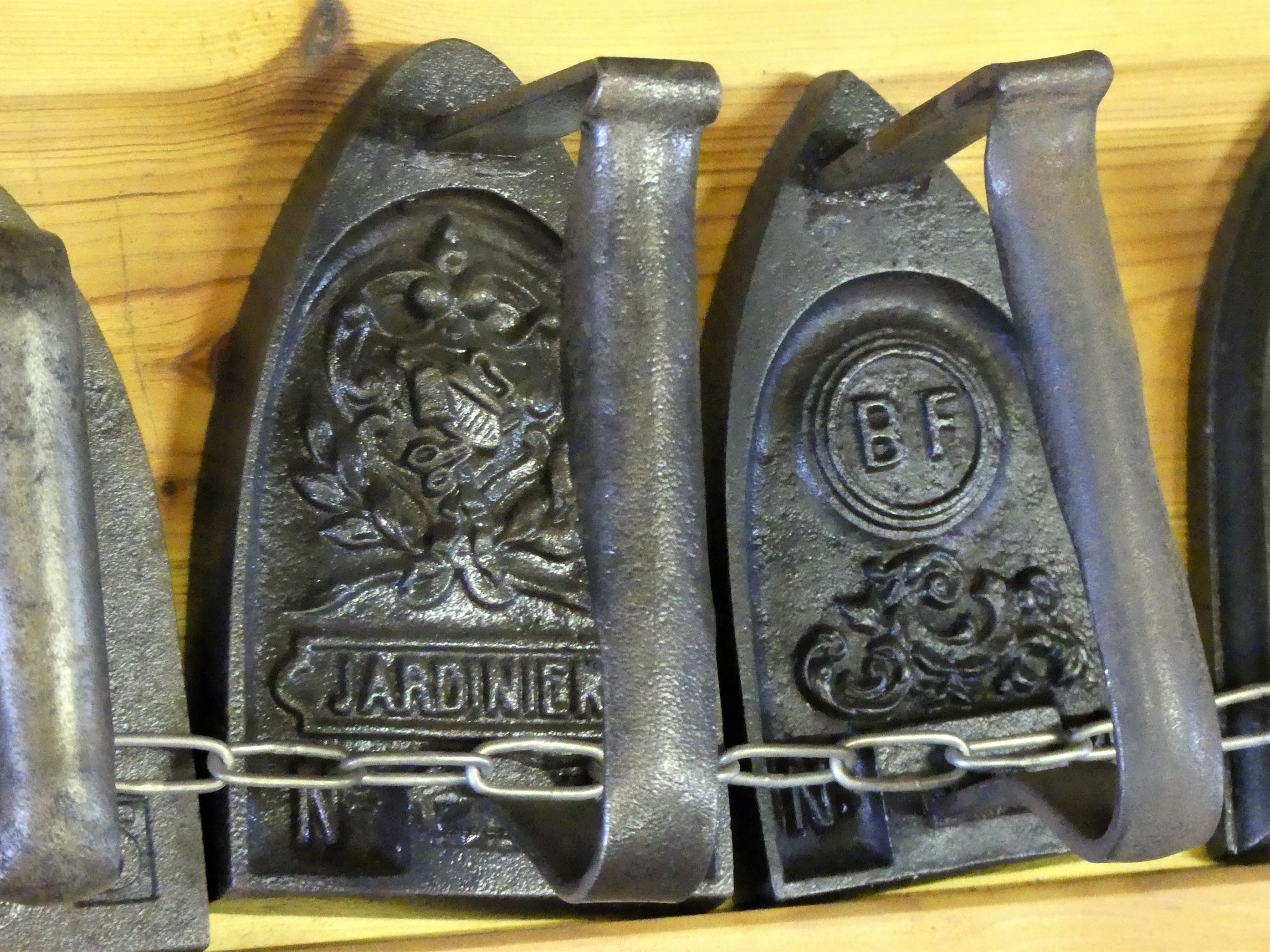
Fers à repasser.
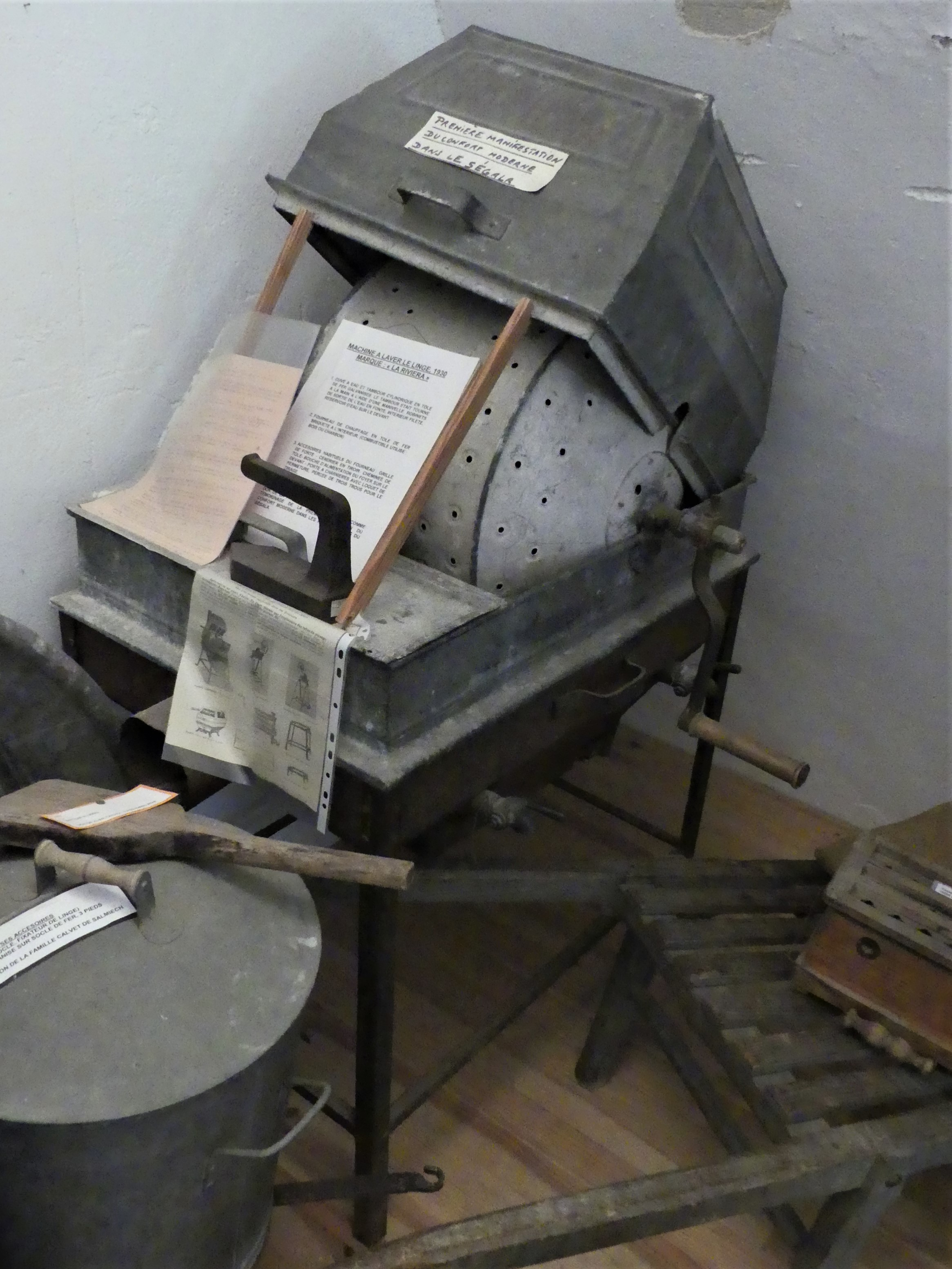
Machine à laver le linge de 1930.